# The Lost Tape: Andy’s Terrifying Last Days Revealed
Tape: Andy's Terrifying Last Days Revealed is een korte film over de laatste dagen van Andy, die in de film Dawn of the Dead in het gebouw aan de overkant van het winkelcentrum zit. Hij communiceert daarvandaan nog met de overlevenden die in het winkelcentrum zitten. De film is als bonusmateriaal aan de dvd van Dawn of the Dead toegevoegd.

## Rolverdeling
| Acteur       | Personage       |
| ------------ | --------------- |
| Bruce Bohne  | Andy            |
| Licole Lvova | Andy's Daughter |
| Andrea Adams | Susan           |